# Pyli (gemeente)
Pyli (Grieks: Πύλη) is sedert 2011 een fusiegemeente (dimos) in de Griekse bestuurlijke regio (periferia) Thessalië.
De zeven deelgemeenten (dimotiki enotita) zijn:
- Aithikes (Αίθηκες)
- Gomfoi (Γόμφοι)
- Myrofyllo (Μυρόφυλλο)
- Neraida (Νεράιδα)
- Pialeia (Πιαλεία)
- Pyli (Πύλη)
- Pynda (Πύνδα)